# FIS Ladies Grand Prix 2006
FIS Ladies Grand Prix 2006 (niem. 8. FIS-Ladies-Grand-Prix) – ósma edycja FIS Ladies Winter Tournee, przeprowadzona w sezonie 2005/2006 na skoczniach w Niemczech i Austrii. 
Początek turnieju nastąpił 9 lutego 2006, podczas zawodów indywidualnych na skoczni w Baiersbronn. Dwa dni później rozegrano konkurs indywidualny na skoczni w Schönwaldzie. Następnego dnia na tym samym obiekcie odbył się konkurs drużynowy. Kolejne zmagania zostały rozegrane w Saalfelden am Steinernen Meer, a turniej zakończył się 18 lutego konkursem na obiekcie w Breitenbergu.
Pierwszy konkurs indywidualny wygrała Anette Sagen, a następny Juliane Seyfarth. Trzeci konkurs – drużynowy wygrała reprezentacja Stanów Zjednoczonych w składzie: Alissa Johnson, Abby Hughes, Jessica Jerome, Lindsey Van. Trzecie i czwarte zmagania indywidualne wygrała Anette Sagen. Najwięcej punktów w klasyfikacji łącznej FIS Ladies Grand Prix zdobyła Anette Sagen i w efekcie została po raz trzeci zwyciężczynią turnieju. Na drugim stopniu podium w generalnej klasyfikacji turnieju stanęła Lindsey Van, a na trzecim – Juliane Seyfarth.
W cyklu wystartowały łącznie 41 zawodniczki z dziewięciu narodowych reprezentacji.

## Przed FIS Ladies Grand Prix

### Organizacja
Organizatorem pierwszego z konkursów, który odbył się w Baiersbronn, był klub narciarski SV Baiersbronn. Za organizację drugiego i trzeciego konkursu, na skoczni w Schönwaldzie, odpowiedzialny był miejscowy klub SC Schönwald. Kolejny konkurs, który przeprowadzono w Saalfelden am Steinernen Meer, odbył się dzięki lokalnemu klubowi – SK Saalfelden. Organizatorem ostatniego z konkursów, który odbył się w Breitenbergu, był klub narciarski WSV DJK Rastbüchl.

### Tło zawodów
Do 1998 roku Międzynarodowa Federacja Narciarska nie organizowała żadnych konkursów kobiecych. Zdarzało się jednak, że skoczkinie startowały w roli przedskoczków w zawodach mężczyzn lub występowały jako zawodniczki, ale nie były klasyfikowane. W styczniu 1998 w Sankt Moritz odbyły się nieoficjalne mistrzostwa świata juniorek, które są uznawane za pierwsze międzynarodowe zawody kobiece. W marcu tego samego roku odbyły się natomiast pierwsze seniorskie zawody kobiet pod egidą Międzynarodowej Federacji Narciarskiej – dwa konkursy Pucharu Kontynentalnego w Schönwaldzie. W kolejnym sezonie po raz pierwszy zorganizowano FIS Ladies Grand Tournee, będący pierwszym międzynarodowym cyklem zawodów kobiet, rozgrywanym przez Międzynarodową Federację Narciarską. W sezonie 2004/2005 cykl został wcielony jako część Pucharu Kontynentalnego.
Spośród zawodniczek startujących w FIS Ladies Grand Prix w 2006 roku, dwadzieścia osiem brało udział w poprzedniej – siódmej edycji turnieju. Wśród zawodniczek sklasyfikowanych w pierwszej dwudziestce poprzedniej edycji, na stracie zabrakło piątej Moniki Pogladič, szóstej Mai Vtič, ósmej Petry Benedik (Słowenia), dziewiątej Izumi Yamady, dwunastej Evy Ganster i dwudziestej Tanji Drage. Zwyciężczynią FIS Ladies Grand Prix 2005 była Daniela Iraschko przed Lindsey Van i Ulrike Gräßler.
Przed turniejem zostało rozegranych dziesięć konkursów Pucharu Kontynentalnego, spośród których sześć wygrała Anette Sagen, a po jednym – Line Jahr, Katie Willis, Lindsey Van i Atsuko Tanaka. Liderką klasyfikacji była Anette Sagen z przewagą 321 punktów nad Lindsey Van i 362 nad Jessicą Jerome. W poprzednich edycjach turnieju czterokrotnie zwyciężała Daniela Iraschko (2000, 2001, 2002, 2005), dwukrotnie Anette Sagen (2003, 2004), raz wygrała Austriaczka Sandra Kaiser (1999), a Amerykanka Lindsey Van trzy razy stawała na podium klasyfikacji generalnej cyklu (w 2003, 2004, 2005). Latem także był rozgrywany turniej na podobieństwo FLGP – FIS Sommer Ladies Tournee, w którym dwukrotnie zwyciężały Anette Sagen (2003, 2005) i Daniela Iraschko (2001, 2002), a raz Eva Ganster (2004). Cztery dni przed rozpoczęciem turnieju odbyły się mistrzostwa świata juniorów, które wygrała Juliane Seyfarth z dużą przewagą nad drugą Atsuko Tanaką i trzecią Eleną Runggaldier.

#### Klasyfikacja Pucharu Kontynentalnego przed rozpoczęciem turnieju
Poniżej znajduje się klasyfikacja Pucharu Kontynentalnego w skokach narciarskich przed rozpoczęciem FIS Ladies Grand Prix 2006, czyli po przeprowadzeniu pięciu konkursów indywidualnych.
| Klasyfikacja generalna PK przed FIS Ladies Grand Prix | Klasyfikacja generalna PK przed FIS Ladies Grand Prix | Klasyfikacja generalna PK przed FIS Ladies Grand Prix | Klasyfikacja generalna PK przed FIS Ladies Grand Prix | Klasyfikacja generalna PK przed FIS Ladies Grand Prix |
| Miejsce                                               | Zawodniczka                                           | Reprezentacja                                         | Punkty                                                | Strata do liderki                                     |
| ----------------------------------------------------- | ----------------------------------------------------- | ----------------------------------------------------- | ----------------------------------------------------- | ----------------------------------------------------- |
| 1.                                                    | Anette Sagen                                          | Norwegia                                              | 870                                                   | –                                                     |
| 2.                                                    | Lindsey Van                                           | Stany Zjednoczone                                     | 549                                                   | 321                                                   |
| 3.                                                    | Jessica Jerome                                        | Stany Zjednoczone                                     | 508                                                   | 362                                                   |
| 4.                                                    | Line Jahr                                             | Norwegia                                              | 507                                                   | 363                                                   |
| 5.                                                    | Atsuko Tanaka                                         | Kanada                                                | 337                                                   | 533                                                   |
| 6.                                                    | Maja Vtič                                             | Słowenia                                              | 334                                                   | 536                                                   |
| 7.                                                    | Lisa Demetz                                           | Włochy                                                | 317                                                   | 553                                                   |
| 8.                                                    | Abby Hughes                                           | Stany Zjednoczone                                     | 314                                                   | 556                                                   |
| 9.                                                    | Daniela Iraschko                                      | Austria                                               | 241                                                   | 629                                                   |
| 9.                                                    | Juliane Seyfarth                                      | Niemcy                                                | 241                                                   | 629                                                   |
| 11.                                                   | Ulrike Gräßler                                        | Niemcy                                                | 237                                                   | 633                                                   |
| 12.                                                   | Alissa Johnson                                        | Stany Zjednoczone                                     | 234                                                   | 636                                                   |
| 13.                                                   | Yoshiko Kasai                                         | Japonia                                               | 205                                                   | 665                                                   |
| 14.                                                   | Melanie Faißt                                         | Niemcy                                                | 204                                                   | 666                                                   |
| 15.                                                   | Brenna Ellis                                          | Stany Zjednoczone                                     | 200                                                   | 670                                                   |
| 16.                                                   | Vladěna Pustková                                      | Czechy                                                | 161                                                   | 709                                                   |
| 17.                                                   | Izumi Yamada                                          | Japonia                                               | 157                                                   | 713                                                   |
| 18.                                                   | Katie Willis                                          | Kanada                                                | 155                                                   | 715                                                   |
| 19.                                                   | Lisa Rexhäuser                                        | Niemcy                                                | 109                                                   | 761                                                   |
| 20.                                                   | Jacqueline Seifriedsberger                            | Austria                                               | 107                                                   | 763                                                   |
| 21.                                                   | Katja Požun                                           | Słowenia                                              | 91                                                    | 779                                                   |
| 22.                                                   | Eva Logar                                             | Słowenia                                              | 89                                                    | 781                                                   |
| 23.                                                   | Barbara Stuffer                                       | Włochy                                                | 86                                                    | 784                                                   |
| 24.                                                   | Ayumi Watase                                          | Japonia                                               | 78                                                    | 792                                                   |
| 25.                                                   | Jenna Mohr                                            | Niemcy                                                | 73                                                    | 797                                                   |
| 26.                                                   | Monika Pogladič                                       | Słowenia                                              | 71                                                    | 799                                                   |
| 26.                                                   | Rieko Kanai                                           | Japonia                                               | 71                                                    | 799                                                   |
| 28.                                                   | Mari Backe                                            | Norwegia                                              | 65                                                    | 805                                                   |
| 29.                                                   | Kristin Schmidt                                       | Niemcy                                                | 62                                                    | 808                                                   |
| 29.                                                   | Anja Tepeš                                            | Słowenia                                              | 62                                                    | 808                                                   |
| 31.                                                   | Roberta D'Agostina                                    | Włochy                                                | 54                                                    | 816                                                   |
| 32.                                                   | Elena Runggaldier                                     | Włochy                                                | 53                                                    | 817                                                   |
| 33.                                                   | Nata De Leeuw                                         | Kanada                                                | 47                                                    | 823                                                   |
| 34.                                                   | Erina Kabe                                            | Japonia                                               | 45                                                    | 825                                                   |
| 35.                                                   | Stefanie Krieg                                        | Austria                                               | 30                                                    | 840                                                   |
| 36.                                                   | Magdalena Schnurr                                     | Niemcy                                                | 24                                                    | 846                                                   |
| 36.                                                   | Avery Ardovino                                        | Stany Zjednoczone                                     | 24                                                    | 846                                                   |
| 38.                                                   | Karla Keck                                            | Stany Zjednoczone                                     | 23                                                    | 847                                                   |
| 38.                                                   | Stine Småkasin                                        | Norwegia                                              | 23                                                    | 847                                                   |
| 40.                                                   | Anna Häfele                                           | Niemcy                                                | 17                                                    | 853                                                   |
| 41.                                                   | Katrin Stefaner                                       | Austria                                               | 16                                                    | 854                                                   |
| 42.                                                   | Verena Pock                                           | Austria                                               | 14                                                    | 856                                                   |
| 43.                                                   | Andrea Temme                                          | Niemcy                                                | 12                                                    | 858                                                   |
| 44.                                                   | Valentine Prucker                                     | Włochy                                                | 7                                                     | 863                                                   |
| 45.                                                   | Franziska Moser                                       | Niemcy                                                | 6                                                     | 864                                                   |
| 45.                                                   | Bigna Windmüller                                      | Szwajcaria                                            | 6                                                     | 854                                                   |
| 45.                                                   | Monika Planinc                                        | Słowenia                                              | 6                                                     | 854                                                   |
| 45.                                                   | Elisabeth Anderson                                    | Stany Zjednoczone                                     | 6                                                     | 854                                                   |
| 49.                                                   | Nicole Hauer                                          | Niemcy                                                | 4                                                     | 866                                                   |
| 49.                                                   | Brittany Rhoads                                       | Stany Zjednoczone                                     | 4                                                     | 856                                                   |

## Zasady
Zasady obowiązujące w FIS Ladies Grand Tournee są takie same, jak podczas zawodów Pucharu Świata, czy Pucharu Kontynentalnego.
Do klasyfikacji generalnej FIS Ladies Grand Prix zaliczane były noty punktowe zdobyte przez zawodniczki podczas konkursów.
Skoki oceniane były w taki sam sposób, jak podczas zawodów Pucharu Świata, czy Pucharu Kontynentalnego. Za osiągnięcie odległości równej punktowi konstrukcyjnemu zawodniczka otrzymywała 60 punktów. Za każdy dodatkowy metr uzyskiwała dodatkowo 2 punkty, i analogicznie za każdy metr poniżej punktu K minus 2 punkty. Ponadto, styl skoku i lądowania podlegał ocenie przez pięciu sędziów wybranych przez FIS, którzy mogli przyznać maksymalnie po 20 punktów. Dwie skrajne noty (najwyższa i najniższa) nie wliczane były do noty końcowej.

## Skocznie
Konkursy FIS Ladies Grand Prix w 2006 przeprowadzone zostały na czterech skoczniach narciarskich – Große Ruhestein w Baiersbronn, Adlerschanze w Schönwaldzie, Bibergschanze w Saalfelden am Steinernen Meer oraz Baptist-Kitzlinger-Schanze w Breitenbergu. Wszystkie obiekty były skoczniami normalnymi.
|  | Nazwa skoczni              | Miejscowość                   | Punkt K | HS     | Rekord skoczni | Rekord skoczni           | Rekord skoczni        |
|  | -------------------------- | ----------------------------- | ------- | ------ | -------------- | ------------------------ | --------------------- |
|  | Große Ruhestein            | Baiersbronn                   | K-85    | 90,0 m | 91,0 m         | David Zauner Marko Simič | 14.01.2002            |
|  | Adlerschanze               | Schönwald                     | K-85    | 93,0 m | 93,5 m         | Robert Křenek Tami Kiuru | 07.03.1998 09.02.2001 |
|  | Bibergschanze              | Saalfelden am Steinernen Meer | K-85    | HS 95  | 98,0 m         | Kazuki Nishishita        | 03.02.1999            |
|  | Baptist-Kitzlinger-Schanze | Breitenberg                   | K-75    | HS 82  | 82,5 m         | Yūta Watase              | 10.10.1999            |

## Jury
Głównymi dyrektorami konkursów w ramach FIS Ladies Grand Prix byli kolejno: Fritz Bischoff, Daniel Schulze, ponownie Daniel Schulze, Adi Eder i Christian Binder. Sędzią technicznym podczas pierwszych trzech konkursów w Baiersbronn, dwóch w Schönwaldzie, oraz ostatniego w Breitenbergu był Dalibor Motejlek, a jego asystentem – Edgar Ganster. W przedostatnim konkursie na skoczni Bibergschanze sędzią technicznym był Uli Forner, a asystował mu Edgar Ganster.
W poniższej tabeli znajduje się zestawienie wszystkich sędziów, którzy oceniali styl skoków podczas konkursów FIS Ladies Grand Prix 2006 wraz z zajmowanymi przez nich miejscami na wieży sędziowskiej.
| Sędzia              | Kraj       | Stanowisko na wieży sędziowskiej | Stanowisko na wieży sędziowskiej | Stanowisko na wieży sędziowskiej | Stanowisko na wieży sędziowskiej | Stanowisko na wieży sędziowskiej |
| Sędzia              | Kraj       | Baiersbronn                      | Schönwald                        | Schönwald                        | Saalfelden am Steinernen Meer    | Breitenberg                      |
| ------------------- | ---------- | -------------------------------- | -------------------------------- | -------------------------------- | -------------------------------- | -------------------------------- |
| Johann Bachmayer    | Austria    | D                                | –                                | –                                | –                                | –                                |
| Ernst Bösch         | Szwajcaria | –                                | B                                | E                                | –                                | –                                |
| Claudia Denifl      | Austria    | –                                | –                                | –                                | D                                | –                                |
| Christian Diechtler | Niemcy     | –                                | –                                | –                                | –                                | C                                |
| Uli Forner          | Niemcy     | B                                | –                                | –                                | –                                | –                                |
| Hartmut Haist       | Niemcy     | E                                | –                                | –                                | –                                | –                                |
| Thomas Hasslberger  | Niemcy     | –                                | –                                | –                                | C                                | E                                |
| Václav Karl         | Czechy     | –                                | –                                | –                                | –                                | B                                |
| Robert Krautgartner | Austria    | –                                | –                                | –                                | C                                | –                                |
| Ernst Marpe         | Niemcy     | A                                | –                                | –                                | –                                | –                                |
| Johann Pichler      | Austria    | –                                | –                                | –                                | A                                | –                                |
| Wolfgang Schedewy   | Niemcy     | –                                | –                                | –                                | –                                | A                                |
| Jörg Schmieder      | Niemcy     | –                                | E                                | D                                | –                                | –                                |
| Konrad Schmiederer  | Niemcy     | –                                | C                                | B                                | –                                | –                                |
| Sandra Spitz        | Niemcy     | –                                | A                                | C                                | –                                | –                                |
| Jürgen Thomas       | Niemcy     | –                                | –                                | –                                | –                                | D                                |
| Helmuth Wegscheide  | Niemcy     | –                                | –                                | –                                | E                                | –                                |
| Peter Weise         | Niemcy     | C                                | D                                | A                                | –                                | –                                |

## Podium klasyfikacji łącznej
| Zawodniczka      | Schönwald | Schönwald | Schönwald | Baiersbronn | Baiersbronn | Baiersbronn | Breitenberg | Breitenberg | Breitenberg | Saalfelden am Steinernen Meer | Saalfelden am Steinernen Meer | Saalfelden am Steinernen Meer | Nota łączna | Strata |
| Zawodniczka      | Skok 1    | Skok 2    | Nota      | Skok 1      | Skok 2      | Nota        | Skok 1      | Skok 2      | Nota        | Skok 1                        | Skok 2                        | Nota                          | Nota łączna | Strata |
| ---------------- | --------- | --------- | --------- | ----------- | ----------- | ----------- | ----------- | ----------- | ----------- | ----------------------------- | ----------------------------- | ----------------------------- | ----------- | ------ |
| Anette Sagen     | 97,0 m    | 95,5 m    | 261,0     | 88,5 m      | 90,0 m      | 242,0       | 91,0 m      | 90,5 m      | 255,0       | 77,5 m                        | 77,0 m                        | 239,9                         | 997,9       | –      |
| Lindsey Van      | 92,0 m    | 92,5 m    | 254,5     | 89,5 m      | 88,5 m      | 242,0       | 86,0 m      | 85,5 m      | 233,5       | 74,5 m                        | 73,0 m                        | 222,0                         | 952,0       | 45,9   |
| Juliane Seyfarth | 89,5 m    | 98,0 m    | 259,5     | 92,5 m      | 88,0 m      | 246,5       | 80,0 m      | 81,0 m      | 205,5       | 76,0 m                        | 78,0 m                        | 239,8                         | 951,3       | 46,6   |

## Przebieg zawodów

### Baiersbronn

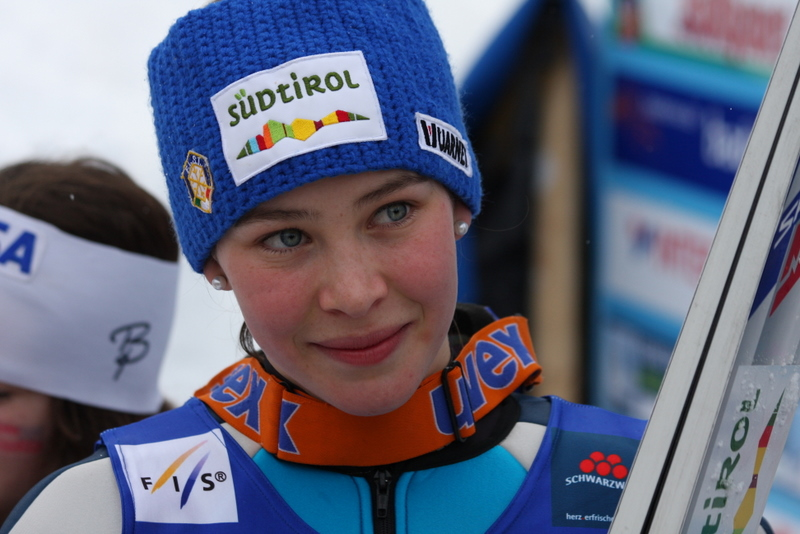
Elena Runggaldier – czwarta zawodniczka inauguracyjnego konkursu FIS Ladies Grand Prix oraz trzecia zawodniczka Mistrzostw Świata Juniorów 2006.

Pierwszy z konkursów indywidualnych, przeprowadzony w ramach FIS Ladies Grand Prix, odbył się na obiekcie normalnym w Baiersbronn. W pierwszej serii konkursowej siedmiu zawodniczkom udało się osiągnąć odległość powyżej, bądź równą punktowi konstrukcyjnemu, umieszczonemu na 85 metrze. Pierwszą która tego dokonała, była skacząca z numerem 11 – Elena Runggaldier, która skoczyła na 92,5 metra, czyli dwa i pół metra dalej niż rekord skoczni Davida Zaunera i Marko Simiča, którzy od 14 stycznia 2002 są rekordzistami skoczni Große Ruhestein. Rekordy kobiet nie są jednak uznawane za oficjalne, więc rekord nie został uznany. Pół metra bliżej lądowała Lindsey Van, a najdalej bo na odległości 97,0 metrów Anette Sagen. Notę łączną powyżej 120 punktów uzyskały jeszcze dwie zawodniczki: Juliane Seyfarth (122,0 punkty) i Jessica Jerome (122,0 punkty). Po pierwszej serii liderką była Van, która miała punkt przewagi nad Sagen i trzy punkty nad trzecią Runggaldier.
W serii finałowej, sześciu zawodniczkom udało się uzyskać odległość powyżej 90 metrów. Pierwszą która tego dokonała była dwudziesta druga po pierwszej serii Jacqueline Seifriedsberger (91,0 m), jednak nie ustała swojego skoku. Odległościowo lepszy rezultat uzyskała, plasująca się na czwartym miejscu Juliane Seyfarth (98,0 m). Odległość Niemki okazała się najdalszą odległością drugiej serii, jak i całego konkursu. Druga po pierwszej serii Norweżka Sagen, uzyskała dwa i pół metra słabszy rezultat, jednak przewaga z pierwszej serii wystarczyła, aby utrzymać przewagę nad Niemką. Prowadząca po pierwszej serii Amerykanka Van uzyskała o trzy metry gorszy rezultat niż wcześniej wspomniana Norweżka, co spowodowało, iż spadła w klasyfikacji generalnej konkursu na trzecie miejsce. Wygrała Sagen przed Seyfarth.
Zawodniczki podczas pierwszej serii skakały z szóstej belki startowej, a podczas drugiej – z czwartej.

#### Wyniki zawodów (09.02.2006)
| 1.  | Anette Sagen               | Norwegia          | 97,0 | 127,5 | 95,5 | 133,5 | 261,0 |
| 2.  | Juliane Seyfarth           | Niemcy            | 89,5 | 122,0 | 98,0 | 137,5 | 259,5 |
| 3.  | Lindsey Van                | Stany Zjednoczone | 92,0 | 128,5 | 92,5 | 126,0 | 254,5 |
| 4.  | Elena Runggaldier          | Włochy            | 92,5 | 125,5 | 90,0 | 121,0 | 246,5 |
| 5.  | Jessica Jerome             | Stany Zjednoczone | 89,0 | 122,0 | 90,0 | 124,0 | 246,0 |
| 6.  | Line Jahr                  | Norwegia          | 89,5 | 119,5 | 89,0 | 124,5 | 244,0 |
| 7.  | Abby Hughes                | Stany Zjednoczone | 88,5 | 114,0 | 85,0 | 114,0 | 228,0 |
| 8.  | Atsuko Tanaka              | Kanada            | 84,5 | 112,0 | 83,5 | 110,0 | 222,0 |
| 9.  | Ayumi Watase               | Japonia           | 82,5 | 105,5 | 85,0 | 110,5 | 216,0 |
| 10. | Lisa Demetz                | Włochy            | 81,5 | 103,0 | 85,0 | 112,5 | 215,5 |
| 11. | Katie Willis               | Kanada            | 84,5 | 111,0 | 80,0 | 102,5 | 213,5 |
| 11. | Ulrike Gräßler             | Niemcy            | 84,5 | 107,5 | 83,0 | 106,0 | 213,5 |
| 13. | Brenna Ellis               | Stany Zjednoczone | 76,0 | 92,0  | 87,0 | 116,0 | 208,0 |
| 14. | Alissa Johnson             | Stany Zjednoczone | 81,5 | 106,0 | 78,5 | 100,5 | 206,5 |
| 15. | Yoshiko Kasai              | Japonia           | 78,5 | 97,0  | 83,5 | 107,0 | 204,0 |
| 16. | Jenna Mohr                 | Niemcy            | 81,0 | 102,0 | 78,5 | 98,5  | 200,5 |
| 17. | Nata De Leeuw              | Kanada            | 83,5 | 105,0 | 78,0 | 94,5  | 199,5 |
| 18. | Roberta D'Agostina         | Włochy            | 79,0 | 95,0  | 83,0 | 104,0 | 199,0 |
| 19. | Jacqueline Seifriedsberger | Austria           | 76,5 | 94,0  | 91,0 | 104,5 | 198,5 |
| 20. | Daniela Iraschko           | Austria           | 75,5 | 87,0  | 82,0 | 107,0 | 194,0 |
| 21. | Barbara Stuffer            | Włochy            | 78,0 | 96,5  | 77,5 | 96,5  | 193,0 |
| 22. | Anna Häfele                | Niemcy            | 77,0 | 94,0  | 77,0 | 95,0  | 189,0 |
| 23. | Rieko Kanai                | Japonia           | 79,5 | 97,5  | 72,0 | 83,5  | 181,0 |
| 24. | Erina Kabe                 | Japonia           | 80,5 | 99,0  | 71,0 | 81,5  | 185,5 |
| 25. | Silje Sprakehaug           | Norwegia          | 73,5 | 81,0  | 80,0 | 96,5  | 177,5 |
| 26. | Lisa Rexhäuser             | Niemcy            | 75,0 | 88,0  | 73,0 | 87,0  | 175,0 |
| 27. | Eva Logar                  | Słowenia          | 82,0 | 103,5 | 66,0 | 65,5  | 169,0 |
| 28. | Stefanie Krieg             | Niemcy            | 75,0 | 89,5  | 67,0 | 74,0  | 163,5 |
| 29. | Magdalena Schnurr          | Niemcy            | 73,0 | 79,5  | 72,0 | 82,0  | 161,5 |
| 30. | Mari Backe                 | Norwegia          | 75,5 | 90,5  | 55,5 | 46,5  | 137,0 |
| 31. | Elisabeth Anderson         | Stany Zjednoczone | 70,5 | 75,0  | –    | –     | 75,0  |
| 32. | Vladěna Pustková           | Czechy            | 69,0 | 72,5  | –    | –     | 72,5  |
| 33. | Katja Požun                | Słowenia          | 66,5 | 69,0  | –    | –     | 69,0  |
| 34. | Valentine Prucker          | Włochy            | 64,0 | 65,0  | –    | –     | 65,0  |
| 35. | Monika Planinc             | Słowenia          | 64,0 | 60,5  | –    | –     | 60,5  |
| 36. | Melanie Faißt              | Niemcy            | 56,0 | 43,0  | –    | –     | 43,0  |

### Schönwald

#### Pierwszy konkurs (indywidualny)

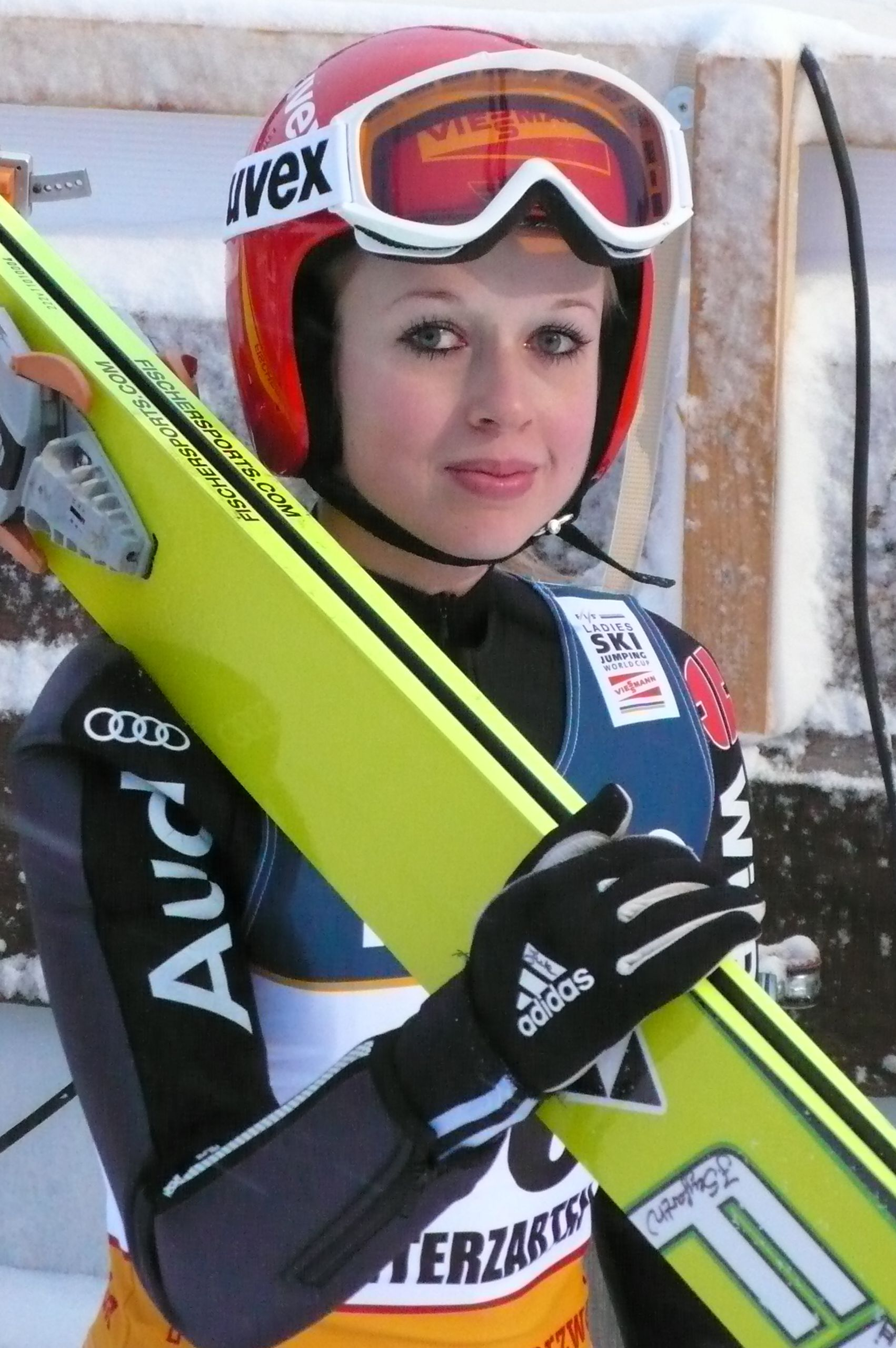
Juliane Seyfarth – zwyciężczyni drugiego indywidualnego konkursu FIS Ladies Grand Prix w Schönwaldzie oraz trzecia zawodniczka klasyfikacji generalnej FLGP 2006.

Drugimi zawodami rozegranymi w ramach FIS Ladies Grand Prix był konkurs indywidualny w Schönwaldzie. W pierwszej serii siedmiu zawodniczkom udało się uzyskać odległość powyżej punktu konstrukcyjnego, umieszczonego na 85 metrze. Pierwszą, która tego dokonała, była skacząca z 13. numerem – Jenna Mohr – uzyskała odległość 85,5 metra. Dopiero skacząca z numerem 27 – Alissa Johnson, skoczyła trzy metry dalej. Odległościowo lepszy skok oddała tylko Lindsey Van (89,5 m) i Juliane Seyfarth (92,5 m). Notę łączną powyżej 110 punktów uzyskało jeszcze sześć zawodniczek: Atsuko Tanaka i Jessica Jerome (po 111,0 punktów), Jacqueline Seifriedsberger (112,5 punktu), Line Jahr (113,5 punktu), Alissa Johnson (118,5 punktu) i Anette Sagen (118,5 punktu). Po pierwszej serii na prowadzeniu była Seyfarth z przewagą 6,0 punktów nad Van i 8,5 nad Sagen i Johnson.
W serii finałowej, dwóm zawodniczkom udało się uzyskać odległość powyżej 90 metrów. Pierwszą, która tego dokonała, była Jessica Jerome (90,5 m). Dzięki temu skokowi awansowała z siódmej na czwartą pozycję w klasyfikacji końcowej konkursu na Adlerschanze. Odległościowo nieco gorszy rezultat uzyskała plasująca się na trzecim miejscu Anette Sagen (90,0 m). Skacząca tuż po niej Lindsey Van uzyskała 89,5 metra, dzięki czemu pozostała na drugiej pozycji w klasyfikacji końcowej. Prowadząca po pierwszej serii Seyfarth uzyskała 88,0 metrów i utrzymała się na prowadzeniu. Trzecia była Norweżka Sagen.
W obu seriach zawodniczki skakały z piętnastej belki startowej.

##### Wyniki zawodów (11.02.2006)
| 1.  | Juliane Seyfarth           | Niemcy            | 92,5 | 126,0 | 88,0 | 120,5 | 246,5 |
| 2.  | Lindsey Van                | Stany Zjednoczone | 89,5 | 120,0 | 88,5 | 122,0 | 242,0 |
| 2.  | Anette Sagen               | Norwegia          | 88,5 | 118,5 | 90,0 | 123,5 | 242,0 |
| 4.  | Jessica Jerome             | Stany Zjednoczone | 85,0 | 111,0 | 90,5 | 122,5 | 233,5 |
| 5.  | Abby Hughes                | Stany Zjednoczone | 83,5 | 108,0 | 88,5 | 118,0 | 226,0 |
| 6.  | Alissa Johnson             | Stany Zjednoczone | 88,5 | 118,5 | 81,5 | 105,0 | 223,5 |
| 7.  | Daniela Iraschko           | Austria           | 83,0 | 109,0 | 84,5 | 113,0 | 222,0 |
| 8.  | Jenna Mohr                 | Niemcy            | 85,5 | 111,0 | 83,5 | 109,5 | 220,5 |
| 9.  | Lisa Demetz                | Włochy            | 82,0 | 106,5 | 86,0 | 111,5 | 218,0 |
| 10. | Elena Runggaldier          | Włochy            | 81,5 | 104,0 | 86,5 | 113,5 | 217,5 |
| 11. | Atsuko Tanaka              | Kanada            | 84,0 | 111,0 | 81,0 | 105,0 | 216,0 |
| 12. | Yoshiko Kasai              | Japonia           | 83,5 | 107,0 | 83,0 | 108,0 | 215,0 |
| 13. | Brenna Ellis               | Stany Zjednoczone | 82,5 | 104,5 | 85,0 | 109,5 | 214,0 |
| 14. | Ayumi Watase               | Japonia           | 80,0 | 100,0 | 86,5 | 113,5 | 213,5 |
| 14. | Line Jahr                  | Norwegia          | 85,0 | 113,5 | 80,5 | 100,0 | 213,5 |
| 16. | Jacqueline Seifriedsberger | Austria           | 84,5 | 112,5 | 79,5 | 100,5 | 213,0 |
| 17. | Katie Willis               | Kanada            | 83,5 | 108,0 | 81,5 | 101,5 | 209,5 |
| 18. | Ulrike Gräßler             | Niemcy            | 79,5 | 96,0  | 84,5 | 107,5 | 203,5 |
| 19. | Roberta D'Agostina         | Włochy            | 79,5 | 96,0  | 84,0 | 107,0 | 203,0 |
| 20. | Melanie Faißt              | Niemcy            | 77,5 | 94,5  | 81,5 | 102,5 | 197,0 |
| 21. | Rieko Kanai                | Japonia           | 79,5 | 99,0  | 77,0 | 95,0  | 194,0 |
| 22. | Eva Logar                  | Słowenia          | 82,0 | 102,0 | 76,5 | 91,5  | 193,5 |
| 23. | Anna Häfele                | Niemcy            | 74,0 | 86,5  | 77,0 | 94,5  | 181,0 |
| 24. | Vladěna Pustková           | Czechy            | 76,0 | 91,5  | 73,0 | 85,0  | 176,5 |
| 25. | Mari Backe                 | Norwegia          | 72,0 | 82,0  | 75,5 | 86,5  | 168,5 |
| 26. | Nata De Leeuw              | Kanada            | 73,5 | 83,0  | 74,5 | 84,5  | 167,5 |
| 27. | Erina Kabe                 | Japonia           | 69,0 | 76,5  | 74,5 | 87,0  | 163,5 |
| 28. | Barbara Stuffer            | Włochy            | 71,0 | 80,5  | 72,0 | 81,5  | 162,0 |
| 29. | Katja Požun                | Słowenia          | 70,5 | 79,0  | 70,5 | 76,5  | 155,5 |
| 30. | Silje Sprakehaug           | Norwegia          | 73,5 | 81,5  | 64,5 | 61,5  | 143,0 |
| 31. | Magdalena Schnurr          | Niemcy            | 69,0 | 73,0  | –    | –     | 73,0  |
| 32. | Elisabeth Anderson         | Stany Zjednoczone | 69,0 | 72,5  | –    | –     | 72,5  |
| 33. | Valentine Prucker          | Włochy            | 66,5 | 70,5  | –    | –     | 70,5  |
| 33. | Lisa Rexhäuser             | Niemcy            | 66,5 | 70,5  | –    | –     | 70,5  |
| 35. | Stefanie Krieg             | Niemcy            | 69,0 | 60,0  | –    | –     | 60,0  |
| 36. | Monika Planinc             | Słowenia          | 62,5 | 56,5  | –    | –     | 56,5  |

#### Drugi konkurs (drużynowy)

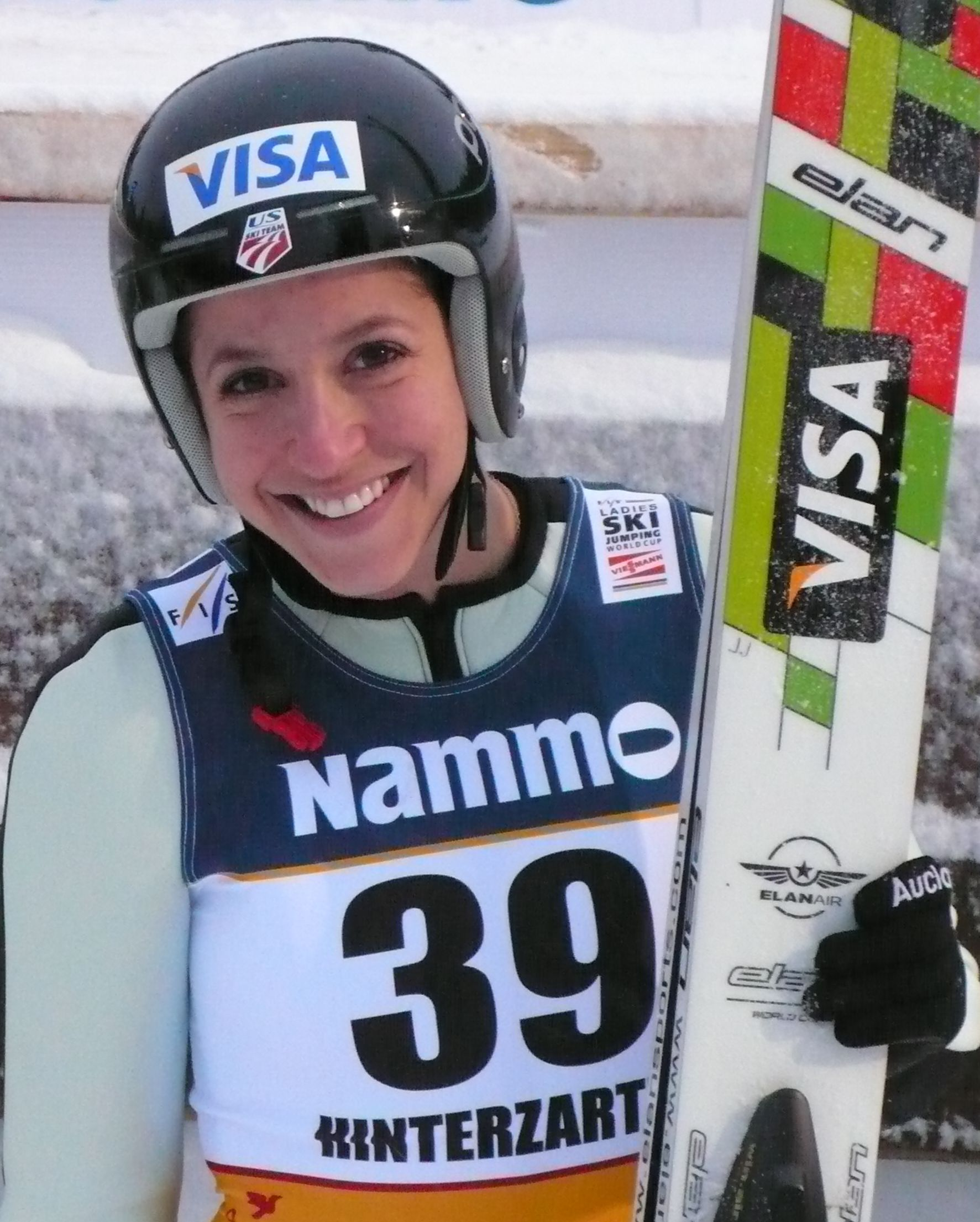
Jessica Jerome – zwyciężczyni trzeciego konkursu – drużynowego – FIS Ladies Grand Prix.

Trzecią konkurencją siódmej edycji FIS Ladies Grand Prix były zawody drużynowe na skoczni normalnej w Schönwaldzie, które odbyły się 12 lutego. W konkursie wystartowało dziewięć drużyn – osiem reprezentacji narodowych i jedna drużyna mieszana. Po pierwszej kolejce skoków na prowadzeniu była pierwsza reprezentacja Niemiec. Najdalej skoczyła Jenna Mohr, która uzyskała 88,5 metra. Tuż za Niemkami znajdowały się ekipy Stanów Zjednoczonych i Japonii. Najdalej w drugiej kolejce – 89 metrów – skoczyła reprezentantka Stanów Zjednoczonych, Abby Hughes. Na prowadzenie wysunęła się ekipa amerykańska, z przewagą trzynastu punktów nad Niemkami. W trzeciej turze najdłuższy skok oddały Ulrike Gräßler i Line Jahr, które uzyskała o pół metra słabsze rezultaty od wcześniej wspomnianej Hughes. W ostatniej grupie pierwszej serii najdalej skoczyła Anette Sagen (93,0 m), dzięki czemu Norweżki umocniły się na trzeciej pozycji. Skok o 2,5 metra krótszy oddała Juliane Seyfarth, co pozwoliło utrzymać drugie miejsce pierwszej drużynie Niemieckiej z przewagą 18,5 punktu nad drużyną Norwegii. Po pierwszej serii prowadziły Amerykanki z przewagą 11,5 punktu nad Niemkami.
Najdłuższym skokiem piątej kolejki okazało się 90,5 metra Jenny Mohr, co pozwoliło pierwszej reprezentacji Niemiec zbliżyć się na trzy punkty do Amerykanek. Dwa i pół metra bliżej od Mohr lądowała Alissa Johnson, co pozwoliło Amerykankom utrzymać przewagę i pozostać liderem konkursu. W szóstej kolejce najdalej skoczyła Abby Hughes, która uzyskała 90,5 metra. Włoszka Roberta D'Agostina (84,0 m) uzyskała o osiem metrów lepszy rezultat niż wyprzedzająca ją Mari Backe z Norwegii, dzięki czemu Włoszki wysunęły się na trzecie miejsce o pół punktu przed Norweżkami. W przedostatniej, siódmej kolejce najdalej skoczyły Katie Willis z Kanady i Jessica Jerome (po 86,5 m), dzięki czemu Amerykanki zwiększyły przewagę nad pierwszą reprezentacją Niemiec po słabszej próbie Ulrike Gräßler. Po siódmej kolejce za prowadzącymi Amerykankami, na drugim miejscu, plasowały się Niemki z pierwszej reprezentacji (34,0 punkty straty), które z przewagą 58,5 punktu wyprzedzały drużynę norweską. W ostatniej, ósmej kolejce najdalej skoczyła – podobnie jak w pierwszej serii – Anette Sagen (91,0 m), która w nieoficjalnej klasyfikacji indywidualnej zajęła pierwsze miejsce z przewagą 8,5 punktu nad Juliane Seyfarth. Na pierwszym miejscu uplasowała się reprezentacja Stanów Zjednoczonych z przewagą 35,0 punktów nad pierwszą drużyną Niemiec i 89,0 punktów nad reprezentacją Norwegii.
Zawodniczki podczas pierwszej, drugiej, trzeciej, piątej, szóstej i siódmej kolejki skakały z szesnastej belki startowej, a podczas czwartej i ósmej z belki numer 14.

##### Wyniki zawodów (12.02.2006)
| M              | Reprezentacja                   | Zawodniczka                | Seria 1 | Seria 1           | Seria 2        | Seria 2 | Nota zespołu |       |      |       |       |
| M              | Reprezentacja                   | Zawodniczka                | Skok    | Nota              | Skok           | Nota    | Nota zespołu |       |      |       |       |
| -------------- | ------------------------------- | -------------------------- | ------- | ----------------- | -------------- | ------- | ------------ | ----- | ---- | ----- | ----- |
| M              | Reprezentacja                   | Zawodniczka                | 1.      | Stany Zjednoczone | Alissa Johnson | 83,5    | Nota zespołu | 109,5 | 88,0 | 113,0 | 939,0 |
| M              | Reprezentacja                   | Zawodniczka                | 1.      | Stany Zjednoczone | Abby Hughes    | 89,0    | Nota zespołu | 118,5 | 90,5 | 122,0 | 939,0 |
| Jessica Jerome | 88,0                            | 116,0                      | 1.      | Stany Zjednoczone | 86,5           | 114,5   |              |       |      |       | 939,0 |
| Lindsey Van    | 91,5                            | 124,0                      | 1.      | Stany Zjednoczone | 89,5           | 121,5   |              |       |      |       | 939,0 |
| 2.             | Niemcy I                        | Jenna Mohr                 | 88,5    | 119,0             | 90,5           | 121,5   | 904,0        |       |      |       |       |
| 2.             | Niemcy I                        | Anna Häfele                | 78,0    | 96,5              | 78,5           | 98,0    | 904,0        |       |      |       |       |
| 2.             | Niemcy I                        | Ulrike Gräßler             | 88,5    | 115,5             | 84,5           | 107,5   | 904,0        |       |      |       |       |
| 2.             | Niemcy I                        | Juliane Seyfarth           | 90,5    | 125,5             | 88,0           | 120,5   | 904,0        |       |      |       |       |
| 3.             | Norwegia                        | Silje Sprakehaug           | 80,0    | 97,5              | 77,5           | 91,0    | 850,0        |       |      |       |       |
| 3.             | Norwegia                        | Mari Backe                 | 78,5    | 94,0              | 76,0           | 90,0    | 850,0        |       |      |       |       |
| 3.             | Norwegia                        | Line Jahr                  | 88,5    | 117,0             | 83,5           | 106,0   | 850,0        |       |      |       |       |
| 3.             | Norwegia                        | Anette Sagen               | 93,0    | 129,5             | 91,0           | 125,0   | 850,0        |       |      |       |       |
| –              | Drużyna mieszana (Austria, USA) | Elisabeth Anderson         | 73,5    | 82,0              | 73,0           | 81,5    | 839,5        |       |      |       |       |
| –              | Drużyna mieszana (Austria, USA) | Jacqueline Seifriedsberger | 83,5    | 109,5             | 84,0           | 111,5   | 839,5        |       |      |       |       |
| –              | Drużyna mieszana (Austria, USA) | Brenna Ellis               | 84,5    | 110,5             | 86,0           | 113,5   | 839,5        |       |      |       |       |
| –              | Drużyna mieszana (Austria, USA) | Daniela Iraschko           | 85,0    | 113,0             | 86,5           | 118,0   | 839,5        |       |      |       |       |
| 4.             | Włochy                          | Barbara Stuffer            | 75,5    | 90,0              | 78,5           | 95,5    | 832,5        |       |      |       |       |
| 4.             | Włochy                          | Roberta D'Agostina         | 82,5    | 104,0             | 84,0           | 107,5   | 832,5        |       |      |       |       |
| 4.             | Włochy                          | Elena Runggaldier          | 83,0    | 106,5             | 81,5           | 103,0   | 832,5        |       |      |       |       |
| 4.             | Włochy                          | Lisa Demetz                | 88,5    | 116,0             | 85,5           | 110,0   | 832,5        |       |      |       |       |
| 5.             | Japonia                         | Rieko Kanai                | 80,0    | 100,0             | 82,0           | 102,5   | 696,0        |       |      |       |       |
| 5.             | Japonia                         | Erina Kabe                 | 74,0    | 66,5              | –              | –       | 696,0        |       |      |       |       |
| 5.             | Japonia                         | Ayumi Watase               | 82,0    | 104,0             | 82,0           | 102,5   | 696,0        |       |      |       |       |
| 5.             | Japonia                         | Yoshiko Kasai              | 84,5    | 109,5             | 84,5           | 111,0   | 696,0        |       |      |       |       |
| 6.             | Niemcy II                       | Melanie Faißt              | 81,5    | 99,5              | 83,5           | 106,0   | 678,0        |       |      |       |       |
| 6.             | Niemcy II                       | Magdalena Schnurr          | 70,0    | 77,0              | 68,5           | 74,0    | 678,0        |       |      |       |       |
| 6.             | Niemcy II                       | Stefanie Krieg             | 70,0    | 77,5              | 71,5           | 81,0    | 678,0        |       |      |       |       |
| 6.             | Niemcy II                       | Lisa Rexhäuser             | 69,5    | 76,5              | 74,0           | 86,5    | 678,0        |       |      |       |       |
| 7.             | Kanada                          | Nata De Leeuw              | 76,0    | 88,0              | 75,0           | 87,0    | 614,0        |       |      |       |       |
| 7.             | Kanada                          | Katie Willis               | 83,0    | 106,0             | 86,5           | 107,5   | 614,0        |       |      |       |       |
| 7.             | Kanada                          | Atsuko Tanaka              | 86,0    | 112,0             | 86,5           | 113,5   | 614,0        |       |      |       |       |
| 8.             | Słowenia                        | Monika Planinc             | 69,5    | 73,5              | 66,5           | 66,5    | 783,6        |       |      |       |       |
| 8.             | Słowenia                        | Katja Požun                | 75,5    | 90,0              | 79,5           | 99,0    | 783,6        |       |      |       |       |
| 8.             | Słowenia                        | Eva Logar                  | 80,0    | 101,0             | 78,0           | 96,0    | 783,6        |       |      |       |       |

### Saalfelden am Steinernen Meer

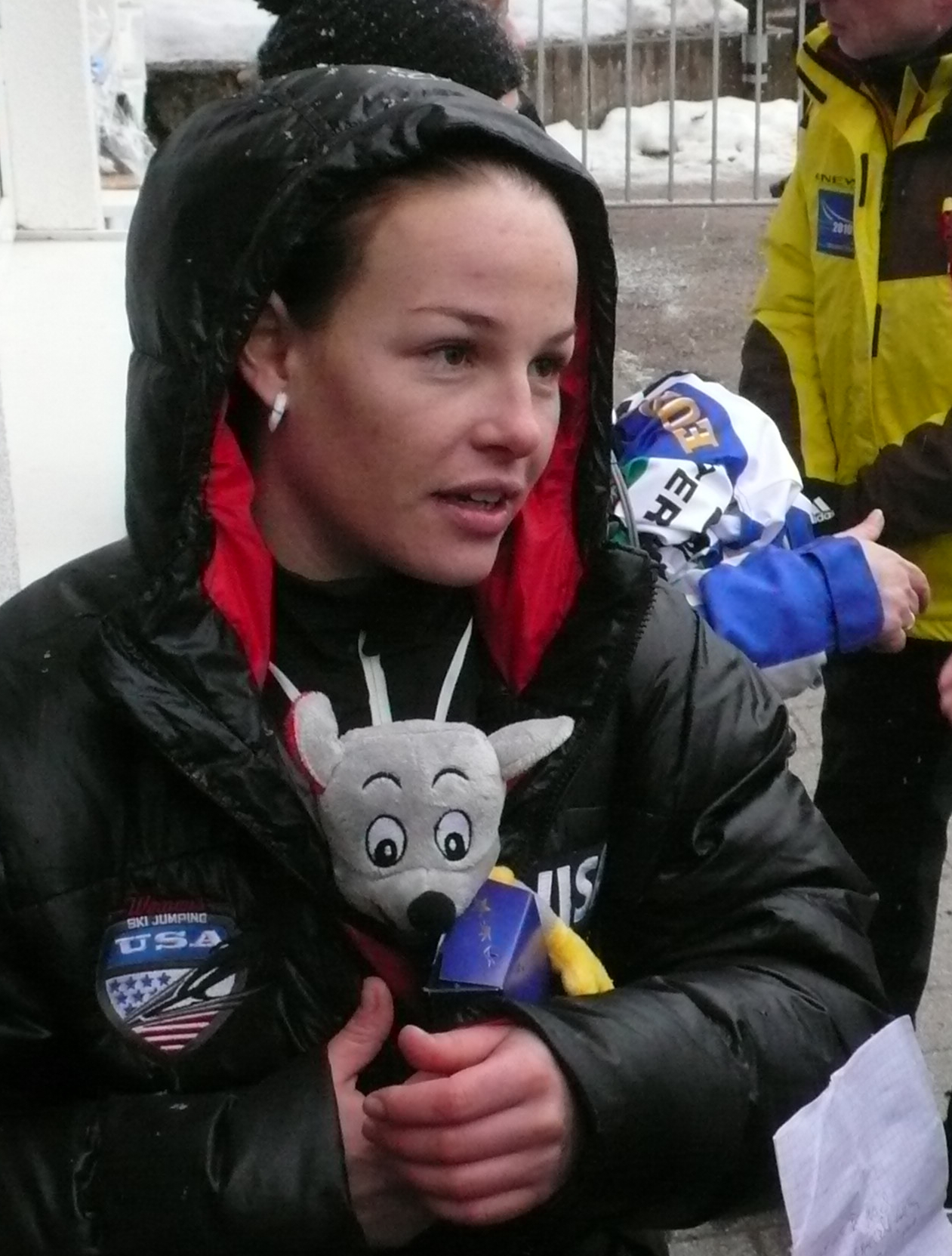
Lindsey Van – druga zawodniczka przedostatniego konkursu w Saalfelden am Steinernen Meer oraz druga zawodniczka klasyfikacji łącznej FLGP 2006.

Trzy dni po konkursie drużynowym w Schönwaldzie przeprowadzony został trzeci indywidualny konkurs FLGP – na skoczni Bibergschanze (K-85). W pierwszej serii trzem zawodniczkom udało się uzyskać odległość większą bądź równą punktowi konstrukcyjnemu, umieszczonemu na 85 metrze. Najdalej skoczyła Anette Sagen (91,0 m), jednocześnie uzyskując noty punktowe po 18,5 punktu. Skok ten okazał się najdalszym rezultatem całego konkursu. Drugą odległość serii uzyskała Ulrike Gräßler (87,0 m), jednak z powodu gorszych not za styl plasowała się o 13,5 punktu za wcześniej wspomnianą Norweżką. Metr gorszy rezultat uzyskała Amerykanka Lindsey Van, lecz dzięki dobrym notom za styl uzyskała 3,5 punktu lepszą notę niż Niemka. Na prowadzeniu po pierwszej serii była Sagen o 10,0 punktów przed Van i o 13,5 punktu przed Gräßler.
W serii finałowej wystartowało trzydzieści zawodniczek, spośród których dwie osiągnęły odległość powyżej punktu konstrukcyjnego. Najdalej w drugiej serii lądowała prowadząca po pierwszej serii Anette Sagen, która skoczyła na 90,5 metra. Sklasyfikowane za nią Lindsey Van, Ulrike Gräßler, Daniela Iraschko i Jessica Jerome uzyskały odpowiednio – 85,5, 84,0, 80,0 i 83,5 metra. Sklasyfikowana na czwartym miejscu Jessica Jerome uzyskała lepszy rezultat niż w pierwszej serii (83,5 m), dzięki czemu przesunęła się o jedną pozycję w górę w klasyfikacji generalnej konkursu. Zwyciężczynią konkursu została zatem Sagen z przewagą 21,5 punktu nad Van i 32,0 nad Gräßler.
Ze startu zrezygnowały Japonka Erina Kabe i Amerykanka Alissa Johnson.
Zawodniczki podczas pierwszej serii skakały z trzynastej belki startowej, a podczas drugiej z belki numer czternastej.

#### Wyniki zawodów (15.02.2006)
| 1.  | Anette Sagen               | Norwegia          | 91,0 | 127,5 | 90,5 | 127,5 | 255,0 |
| 2.  | Lindsey Van                | Stany Zjednoczone | 86,0 | 117,5 | 85,5 | 116,0 | 233,5 |
| 3.  | Ulrike Gräßler             | Niemcy            | 87,0 | 114,0 | 84,0 | 109,0 | 223,0 |
| 4.  | Jessica Jerome             | Stany Zjednoczone | 83,0 | 110,5 | 83,5 | 111,0 | 221,5 |
| 5.  | Daniela Iraschko           | Austria           | 84,0 | 112,0 | 80,0 | 102,5 | 214,5 |
| 6.  | Lisa Demetz                | Włochy            | 82,5 | 108,5 | 79,0 | 100,0 | 208,5 |
| 7.  | Line Jahr                  | Norwegia          | 80,0 | 103,5 | 80,5 | 104,5 | 208,0 |
| 8.  | Juliane Seyfarth           | Niemcy            | 80,0 | 102,0 | 81,0 | 103,5 | 205,5 |
| 9.  | Jenna Mohr                 | Niemcy            | 78,5 | 98,0  | 79,5 | 101,0 | 199,0 |
| 10. | Elena Runggaldier          | Włochy            | 71,5 | 83,5  | 81,0 | 104,0 | 187,5 |
| 11. | Brenna Ellis               | Stany Zjednoczone | 73,5 | 86,5  | 76,5 | 94,0  | 180,5 |
| 12. | Atsuko Tanaka              | Kanada            | 74,5 | 90,0  | 73,5 | 87,5  | 177,5 |
| 13. | Katie Willis               | Kanada            | 71,5 | 83,5  | 76,0 | 93,5  | 177,0 |
| 14. | Ayumi Watase               | Japonia           | 71,0 | 82,0  | 75,0 | 91,5  | 173,5 |
| 15. | Yoshiko Kasai              | Japonia           | 74,5 | 89,5  | 72,0 | 82,5  | 172,0 |
| 16. | Rieko Kanai                | Japonia           | 71,5 | 82,5  | 72,5 | 85,5  | 168,0 |
| 17. | Roberta D'Agostina         | Włochy            | 69,5 | 73,0  | 69,0 | 77,5  | 150,5 |
| 17. | Lisa Rexhäuser             | Niemcy            | 66,5 | 71,0  | 70,0 | 79,5  | 150,5 |
| 19. | Eva Logar                  | Słowenia          | 67,0 | 71,5  | 68,0 | 74,0  | 145,5 |
| 20. | Nata De Leeuw              | Kanada            | 67,5 | 70,0  | 63,5 | 64,5  | 134,5 |
| 21. | Katja Požun                | Słowenia          | 65,0 | 68,0  | 63,5 | 65,0  | 133,0 |
| 22. | Mari Backe                 | Norwegia          | 63,0 | 62,5  | 65,5 | 69,0  | 131,5 |
| 23. | Anna Häfele                | Niemcy            | 61,5 | 60,0  | 65,5 | 70,0  | 130,0 |
| 24. | Jacqueline Seifriedsberger | Austria           | 67,5 | 74,0  | 60,5 | 55,5  | 129,5 |
| 25. | Barbara Stuffer            | Włochy            | 61,0 | 59,0  | 63,5 | 65,0  | 124,0 |
| 26. | Vladěna Pustková           | Czechy            | 60,0 | 58,0  | 63,0 | 64,0  | 122,0 |
| 27. | Anja Tepeš                 | Słowenia          | 57,0 | 50,5  | 56,5 | 49,5  | 100,0 |
| 28. | Monika Planinc             | Słowenia          | 56,5 | 48,0  | 54,5 | 38,5  | 86,5  |
| 28. | Stefanie Krieg             | Niemcy            | 55,0 | 45,0  | 53,0 | 41,5  | 86,5  |
| 30. | Valentine Prucker          | Włochy            | 54,0 | 43,0  | 50,0 | 36,0  | 79,0  |

### Breitenberg

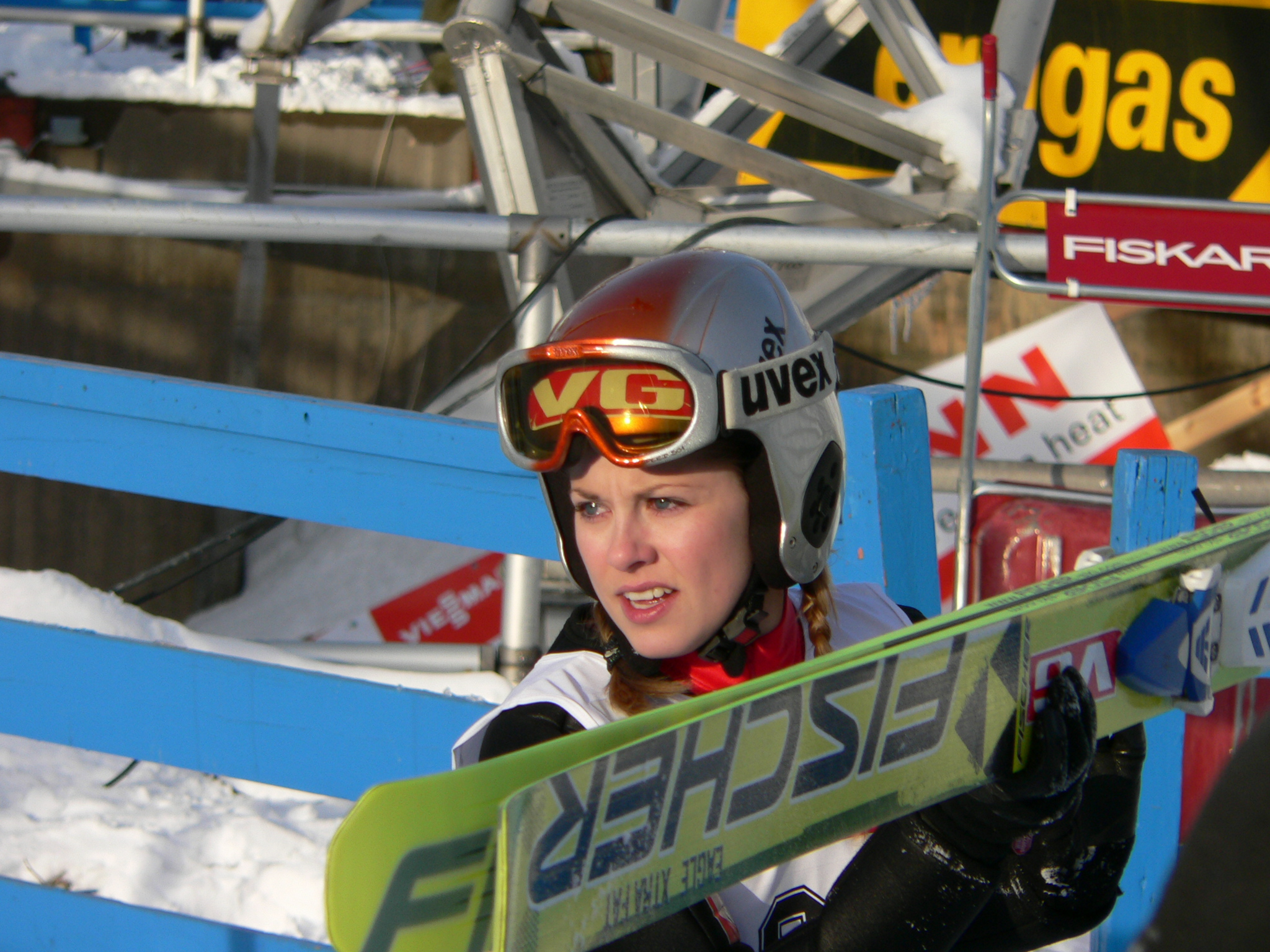
Anette Sagen – zwyciężczyni ostatniego konkursu w Breitenbergu oraz klasyfikacji łącznej Pucharu Kontynentalnego w sezonie 2005/2006.

Ostatni z przeprowadzonych w ramach FIS Ladies Grand Prix konkursów indywidualnych odbył się na obiekcie normalnym w Breitenbergu. W pierwszej serii konkursowej sześciu zawodniczkom udało się osiągnąć odległości większą bądź równą punktowi konstrukcyjnemu, umieszczonemu na 75 metrze. Pierwszą, która tego dokonała, była Yoshiko Kasai, która skoczyła 75,0 metrów. Metr dalej lądowała Lisa Demetz i po uwzględnieniu lepszych not sędziowskich uzyskała 3,7 punktu więcej niż Japonka. Z 31. numerem skakała aktualna mistrzyni świata juniorów – Juliane Seyfarth, która uzyskała 76,0 metrów przy wysokich notach za styl. Skaczące jako ostatnie – Lindsey Van z numerem 34 i Anette Sagen z numerem 35, uzyskały odpowiednio – 74,5 i 77,5 metra, jednak Norweżka uzyskała wysokie noty za styl i ostatecznie została sklasyfikowana na pierwszym miejscu z nota łączną 121 punktów. Po pierwszej serii liderką była Sagen z 3,8 punktu przewagi nad Seyfarth i 5,3 nad trzecią Jessicą Jerome.
Jako pierwsza w serii finałowej, skok 75-metrowy oddała Ulrike Gräßler. Trzecia po pierwszej serii Jessica Jerome skoczyła metr dalej, co pozwoliło jej zająć trzecią pozycję w klasyfikacji końcowej konkursu. Jako następna na belce startowej usiadła Juliane Seyfarth (78,0 m) i po swoim skoku objęła prowadzenie w konkursie z ośmioma punktami przewagi nad Amerykanką. Skok Niemki okazał się najdłuższy w całym konkursie. Sklasyfikowana na pierwszym miejscu po pierwszej serii Norweżka Sagen oddała o metr słabszy skok niż Niemka Seyfarth, ale przewaga z pierwszej serii wystarczyła, aby wygrać konkurs. Wygrała Sagen o 0,1 punktu nad Seyfarth i 8,1 nad Jerome.
W zawodach nie wystartowała Japonka Erina Kabe.
Zawodniczki podczas pierwszej serii skakały z trzynastej belki startowej, a podczas drugiej z belki nr czternaście.

#### Wyniki zawodów (18.02.2006)
| 1.  | Anette Sagen               | Norwegia          | 77,5 | 121,0 | 77,0 | 118,9 | 239,9 |
| 2.  | Juliane Seyfarth           | Niemcy            | 76,0 | 117,2 | 78,0 | 122,6 | 239,8 |
| 3.  | Jessica Jerome             | Stany Zjednoczone | 76,0 | 115,7 | 75,5 | 116,1 | 231,8 |
| 4.  | Daniela Iraschko           | Austria           | 74,0 | 111,3 | 73,5 | 111,2 | 222,5 |
| 5.  | Lindsey Van                | Stany Zjednoczone | 74,5 | 112,4 | 73,0 | 109,6 | 222,0 |
| 6.  | Jacqueline Seifriedsberger | Austria           | 73,5 | 111,2 | 72,5 | 110,0 | 221,2 |
| 7.  | Lisa Demetz                | Włochy            | 76,0 | 113,7 | 70,5 | 104,6 | 218,3 |
| 8.  | Atsuko Tanaka              | Kanada            | 75,0 | 110,5 | 71,5 | 106,3 | 216,8 |
| 9.  | Yoshiko Kasai              | Japonia           | 75,0 | 110,0 | 72,5 | 106,5 | 216,5 |
| 10. | Line Jahr                  | Norwegia          | 73,0 | 108,6 | 71,0 | 104,7 | 213,3 |
| 11. | Ulrike Gräßler             | Niemcy            | 71,5 | 103,3 | 75,0 | 109,5 | 212,8 |
| 12. | Jenna Mohr                 | Niemcy            | 72,0 | 104,4 | 73,0 | 108,1 | 212,5 |
| 13. | Anna Häfele                | Niemcy            | 70,0 | 102,5 | 71,0 | 104,2 | 206,7 |
| 14. | Brenna Ellis               | Stany Zjednoczone | 71,0 | 102,2 | 72,5 | 102,5 | 204,7 |
| 15. | Elena Runggaldier          | Włochy            | 72,0 | 101,9 | 70,5 | 101,1 | 203,0 |
| 16. | Ayumi Watase               | Japonia           | 70,5 | 101,6 | 71,5 | 100,3 | 201,9 |
| 17. | Katie Willis               | Kanada            | 71,5 | 102,3 | 69,5 | 99,4  | 201,7 |
| 18. | Rieko Kanai                | Japonia           | 68,0 | 95,6  | 71,5 | 103,3 | 198,9 |
| 19. | Eva Logar                  | Słowenia          | 71,5 | 100,3 | 69,0 | 97,8  | 198,1 |
| 20. | Mari Backe                 | Norwegia          | 67,5 | 94,5  | 69,5 | 98,9  | 193,4 |
| 21. | Nata De Leeuw              | Kanada            | 70,0 | 98,0  | 67,5 | 93,5  | 191,5 |
| 22. | Vladěna Pustková           | Czechy            | 69,0 | 98,3  | 66,0 | 90,2  | 188,5 |
| 23. | Katja Požun                | Słowenia          | 66,0 | 90,7  | 67,5 | 93,5  | 184,2 |
| 24. | Roberta D'Agostina         | Włochy            | 67,5 | 90,5  | 67,0 | 92,4  | 182,9 |
| 25. | Barbara Stuffer            | Włochy            | 65,5 | 87,1  | 67,5 | 93,5  | 180,6 |
| 26. | Lisa Rexhäuser             | Niemcy            | 64,0 | 86,3  | 68,0 | 92,1  | 178,4 |
| 27. | Anja Tepeš                 | Słowenia          | 63,0 | 81,6  | 63,5 | 83,2  | 164,8 |
| 28. | Nicole Hauer               | Niemcy            | 63,5 | 81,7  | 59,5 | 73,9  | 155,6 |
| 29. | Hanna Vorhofer             | Niemcy            | 60,5 | 73,1  | 62,0 | 77,9  | 151,0 |
| 30. | Valentine Prucker          | Włochy            | 61,0 | 78,2  | 59,0 | 71,3  | 149,5 |
| 31. | Monika Planinc             | Słowenia          | 58,0 | 69,1  | –    | –     | 69,1  |
| 32. | Verena Pock                | Austria           | 58,5 | 66,7  | –    | –     | 66,7  |
| 33. | Franziska Moser            | Niemcy            | 56,5 | 64,3  | –    | –     | 64,3  |
| 34. | Stefanie Krieg             | Niemcy            | 55,5 | 64,1  | –    | –     | 64,1  |

## Klasyfikacja generalna turnieju
Poniżej znajduje się końcowa klasyfikacja FIS Ladies Grand Prix 2006 po przeprowadzeniu czterech konkursów. Łącznie, w tej edycji FIS Ladies Grand Prix sklasyfikowane zostały 41 zawodniczek z dziewięciu państw.
| Miejsce | Zawodniczka                | Baiersbronn | Schönwald  | Saalfelden am Steinernen Meer | Breitenberg | Punkty | Strata do liderki |
| ------- | -------------------------- | ----------- | ---------- | ----------------------------- | ----------- | ------ | ----------------- |
| 01.     | Anette Sagen               | 261,0 (1)   | 242,0 (2)  | 255,0 (1)                     | 239,9 (1)   | 997,9  | 0–                |
| 02.     | Lindsey Van                | 254,5 (3)   | 242,0 (2)  | 233,5 (2)                     | 222,0 (5)   | 952,0  | 045,9             |
| 03.     | Juliane Seyfarth           | 259,5 (2)   | 246,5 (1)  | 205,5 (8)                     | 239,8 (2)   | 951,3  | 046,6             |
| 04.     | Jessica Jerome             | 246,0 (5)   | 233,5 (4)  | 221,5 (4)                     | 231,8 (3)   | 932,8  | 065,1             |
| 05.     | Line Jahr                  | 244,0 (6)   | 213,5 (14) | 208,0 (7)                     | 213,3 (10)  | 878,8  | 119,1             |
| 06.     | Lisa Demetz                | 215,5 (10)  | 218,0 (9)  | 208,5 (6)                     | 218,3 (7)   | 860,3  | 137,6             |
| 07.     | Elena Runggaldier          | 246,5 (4)   | 217,5 (10) | 187,5 (10)                    | 203,0 (15)  | 854,5  | 143,4             |
| 08.     | Daniela Iraschko           | 194,0 (20)  | 222,0 (7)  | 214,5 (5)                     | 222,5 (4)   | 853,0  | 144,9             |
| 09.     | Ulrike Gräßler             | 213,5 (11)  | 203,5 (18) | 223,0 (3)                     | 212,8 (11)  | 852,8  | 145,1             |
| 10.     | Jenna Mohr                 | 200,5 (16)  | 220,5 (8)  | 199,0 (9)                     | 212,5 (12)  | 832,5  | 165,4             |
| 11.     | Atsuko Tanaka              | 222,0 (8)   | 216,0 (11) | 177,5 (12)                    | 216,8 (8)   | 832,3  | 165,6             |
| 12.     | Yoshiko Kasai              | 204,0 (15)  | 215,0 (12) | 172,0 (15)                    | 216,5 (9)   | 807,5  | 190,4             |
| 13.     | Brenna Ellis               | 213,0 (13)  | 214,0 (13) | 180,5 (11)                    | 204,7 (14)  | 807,2  | 190,7             |
| 14.     | Ayumi Watase               | 216,0 (9)   | 213,5 (14) | 173,5 (14)                    | 201,9 (16)  | 804,9  | 193,0             |
| 15.     | Katie Willis               | 213,5 (11)  | 209,5 (17) | 177,0 (13)                    | 201,7 (17)  | 801,7  | 196,2             |
| 16.     | Jacqueline Seifriedsberger | 198,5 (19)  | 213,0 (16) | 129,5 (24)                    | 221,2 (6)   | 762,2  | 235,7             |
| 17.     | Rieko Kanai                | 181,0 (23)  | 194,0 (21) | 168,0 (16)                    | 198,9 (18)  | 741,9  | 256,0             |
| 18.     | Roberta D'Agostina         | 199,0 (18)  | 203,0 (19) | 150,5 (17)                    | 182,9 (24)  | 735,4  | 262,5             |
| 19.     | Anna Häfele                | 189,0 (22)  | 181,0 (23) | 130,0 (23)                    | 206,7 (13)  | 706,7  | 291,2             |
| 20.     | Eva Logar                  | 169,0 (27)  | 193,5 (22) | 145,5 (19)                    | 198,1 (19)  | 706,1  | 291,8             |
| 21.     | Nata De Leeuw              | 199,5 (17)  | 167,5 (26) | 134,5 (20)                    | 191,5 (21)  | 693,0  | 304,9             |
| 22.     | Barbara Stuffer            | 193,0 (21)  | 162,0 (28) | 124,0 (25)                    | 180,6 (25)  | 659,6  | 338,3             |
| 23.     | Mari Backe                 | 137,0 (30)  | 168,5 (25) | 131,5 (22)                    | 193,4 (20)  | 630,4  | 367,5             |
| 24.     | Lisa Rexhäuser             | 175,0 (26)  | 070,5 (33) | 150,5 (17)                    | 178,4 (26)  | 574,4  | 423,5             |
| 25.     | Vladěna Pustková           | 072,5 (32)  | 176,5 (24) | 122,0 (26)                    | 188,5 (22)  | 559,5  | 438,4             |
| 26.     | Katja Požun                | 069,0 (33)  | 155,5 (29) | 133,0 (21)                    | 184,2 (23)  | 541,7  | 456,2             |
| 27.     | Abby Hughes                | 228,0 (7)   | 226,0 (5)  |                               |             | 454,0  | 543,9             |
| 28.     | Alissa Johnson             | 206,5 (14)  | 223,5 (6)  |                               |             | 430,0  | 567,9             |
| 29.     | Stefanie Krieg             | 163,5 (28)  | 060,0 (35) | 086,5 (28)                    | 064,1 (34)  | 374,1  | 623,8             |
| 30.     | Valentine Prucker          | 065,0 (34)  | 070,5 (33) | 079,0 (30)                    | 149,5 (30)  | 364,0  | 633,9             |
| 31.     | Erina Kabe                 | 180,5 (24)  | 163,5 (27) |                               |             | 344,0  | 653,9             |
| 32.     | Silje Sprakehaug           | 177,5 (25)  | 143,0 (30) |                               |             | 320,5  | 677,4             |
| 33.     | Monika Planinc             | 060,5 (35)  | 056,5 (36) | 086,5 (28)                    | 069,1 (31)  | 272,6  | 725,3             |
| 34.     | Anja Tepeš                 |             |            | 100,0 (27)                    | 164,8 (27)  | 264,8  | 733,1             |
| 35.     | Melanie Faißt              | 043,0 (36)  | 197,0 (20) |                               |             | 240,0  | 757,9             |
| 36.     | Magdalena Schnurr          | 161,5 (29)  | 073,0 (31) |                               |             | 234,5  | 763,4             |
| 37.     | Nicole Hauer               |             |            |                               | 155,6 (28)  | 155,6  | 842,3             |
| 38.     | Hanna Vorhofer             |             |            |                               | 151,0 (29)  | 151,0  | 846,9             |
| 39.     | Elisabeth Anderson         | 075,0 (31)  | 072,5 (32) |                               |             | 147,5  | 850,4             |
| 40.     | Verena Pock                |             |            |                               | 066,7 (32)  | 066,7  | 931,2             |
| 41.     | Franziska Moser            |             |            |                               | 064,3 (33)  | 064,3  | 933,6             |

## Składy reprezentacji
Poniższa tabela zawiera składy wszystkich dziewięciu reprezentacji, które uczestniczyły w FIS Ladies Grand Prix 2006. W nawiasie obok nazwy kraju podana została liczba zawodniczek z poszczególnych państw. W tabeli przedstawiono wyniki zajmowane przez zawodniczki we wszystkich konkursach oraz miejsca w poprzedniej edycji turnieju.
| Zawodniczka                | Data urodzenia       | Miejsce w FLGP 2005 | Starty w FLGP 2006 | Starty w FLGP 2006 | Starty w FLGP 2006 | Starty w FLGP 2006            | Źródło |
| Zawodniczka                | Data urodzenia       | Miejsce w FLGP 2005 | Baiersbronn        | Schönwald          | Breitenberg        | Saalfelden am Steinernen Meer | Źródło |
| -------------------------- | -------------------- | ------------------- | ------------------ | ------------------ | ------------------ | ----------------------------- | ------ |
| Austria (4)                |                      |                     |                    |                    |                    |                               |        |
| Daniela Iraschko           | 21 listopada 1983    | 1                   | 20                 | 7                  | 5                  | 4                             | [ 25 ] |
| Verena Pock                | 6 grudnia 1993       | –                   | –                  | –                  | –                  | 32                            | [ 26 ] |
| Jacqueline Seifriedsberger | 20 stycznia 1991     | 7                   | 19                 | 16                 | 24                 | 6                             | [ 27 ] |
| Hanna Vorhofer             | 1992                 | –                   | –                  | –                  | –                  | 29                            | [ 28 ] |
| Czechy (1)                 |                      |                     |                    |                    |                    |                               |        |
| Vladěna Pustková           | 11 lipca 1992        | 36                  | 32                 | 24                 | 26                 | 22                            | [ 29 ] |
| Japonia (4)                |                      |                     |                    |                    |                    |                               |        |
| Erina Kabe                 | 11 października 1985 | –                   | 24                 | 27                 | –                  | –                             | [ 30 ] |
| Rieko Kanai                | 4 listopada 1981     | 10                  | 15                 | 11                 | 13                 | 6                             | [ 31 ] |
| Yoshiko Kasai              | 4 listopada 1980     | 23                  | 15                 | 12                 | 15                 | 9                             | [ 32 ] |
| Ayumi Watase               | 18 lipca 1984        | 14                  | 9                  | 14                 | 14                 | 16                            | [ 33 ] |
| Kanada (3)                 |                      |                     |                    |                    |                    |                               |        |
| Nata De Leeuw              | 2 lutego 1991        | –                   | 17                 | 26                 | 20                 | 21                            | [ 34 ] |
| Atsuko Tanaka              | 25 stycznia 1992     | –                   | 8                  | 11                 | 12                 | 8                             | [ 35 ] |
| Katie Willis               | 1 maja 1991          | –                   | 11                 | 17                 | 13                 | 17                            | [ 36 ] |
| Niemcy (10)                |                      |                     |                    |                    |                    |                               |        |
| Melanie Faißt              | 12 lutego 1990       | 25                  | 36                 | 20                 | –                  | –                             | [ 37 ] |
| Ulrike Gräßler             | 17 maja 1987         | 3                   | 11                 | 18                 | 3                  | 11                            | [ 38 ] |
| Nicole Hauer               | 9 marca 1987         | 43                  | –                  | –                  | –                  | 28                            | [ 39 ] |
| Anna Häfele                | 26 czerwca 1989      | 28                  | 22                 | 23                 | 23                 | 13                            | [ 40 ] |
| Stefanie Krieg             | 2 czerwca 1981       | –                   | 28                 | 35                 | 28                 | 34                            | [ 41 ] |
| Jenna Mohr                 | 15 kwietnia 1987     | 16                  | 16                 | 8                  | 9                  | 12                            | [ 42 ] |
| Franziska Moser            | 3 października 1989  | –                   | –                  | –                  | –                  | 33                            | [ 43 ] |
| Lisa Rexhäuser             | 15 kwietnia 1990     | 41                  | 26                 | 33                 | 17                 | 26                            | [ 44 ] |
| Magdalena Schnurr          | 25 marca 1992        | 35                  | 29                 | 31                 | –                  | –                             | [ 45 ] |
| Juliane Seyfarth           | 19 lutego 1990       | 11                  | 2                  | 1                  | 8                  | 2                             | [ 46 ] |
| Norwegia (4)               |                      |                     |                    |                    |                    |                               |        |
| Mari Backe                 | 11 marca 1987        | 18                  | 30                 | 25                 | 22                 | 20                            | [ 47 ] |
| Line Jahr                  | 16 stycznia 1984     | 21                  | 6                  | 14                 | 7                  | 10                            | [ 48 ] |
| Anette Sagen               | 10 stycznia 1985     | 19                  | 1                  | 2                  | 1                  | 1                             | [ 49 ] |
| Silje Sprakehaug           | 4 lutego 1991        | –                   | 25                 | 30                 | –                  | –                             | [ 50 ] |
| Słowenia (4)               |                      |                     |                    |                    |                    |                               |        |
| Eva Logar                  | 8 marca 1991         | 32                  | 27                 | 22                 | 19                 | 19                            | [ 51 ] |
| Monika Planinc             | 7 kwietnia 1986      | –                   | 35                 | 36                 | 28                 | 31                            | [ 52 ] |
| Katja Požun                | 7 kwietnia 1993      | 40                  | 33                 | 29                 | 21                 | 23                            | [ 53 ] |
| Anja Tepeš                 | 27 lutego 1991       | 31                  | –                  | –                  | 27                 | 27                            | [ 54 ] |
| Stany Zjednoczone (6)      |                      |                     |                    |                    |                    |                               |        |
| Elisabeth Anderson         | 6 sierpnia 1989      | –                   | 31                 | 32                 | –                  | –                             | [ 55 ] |
| Brenna Ellis               | 13 marca 1988        | 33                  | 13                 | 13                 | 11                 | 14                            | [ 56 ] |
| Abby Hughes                | 21 czerwca 1989      | –                   | 7                  | 5                  | –                  | –                             | [ 57 ] |
| Jessica Jerome             | 8 lutego 1987        | 4                   | 5                  | 4                  | 4                  | 3                             | [ 58 ] |
| Alissa Johnson             | 28 maja 1987         | 15                  | 14                 | 6                  | –                  | –                             | [ 59 ] |
| Lindsey Van                | 27 listopada 1984    | 2                   | 3                  | 2                  | 2                  | 5                             | [ 60 ] |
| Włochy (5)                 |                      |                     |                    |                    |                    |                               |        |
| Lisa Demetz                | 21 maja 1989         | 13                  | 10                 | 9                  | 6                  | 7                             | [ 61 ] |
| Roberta D'Agostina         | 17 sierpnia 1991     | 29                  | 18                 | 19                 | 17                 | 24                            | [ 62 ] |
| Valentine Prucker          | 13 marca 1989        | –                   | 34                 | 33                 | 30                 | 30                            | [ 63 ] |
| Elena Runggaldier          | 10 lipca 1990        | 17                  | 4                  | 10                 | 10                 | 15                            | [ 64 ] |
| Barbara Stuffer            | 7 września 1989      | 37                  | 21                 | 28                 | 25                 | 25                            | [ 65 ] |

## Klasyfikacja Pucharu Kontynentalnego po zakończeniu turnieju
Po rozegraniu konkursów FIS Ladies Grand Prix na prowadzeniu w Pucharze Kontynentalnym umocniła się Anette Sagen, która o 436 punktów wyprzedzała Lindsey Van i o 537 punktów – Jessice Jerome. Poniżej znajduje się klasyfikacja generalna Pucharu Kontynentalnego po przeprowadzeniu czternastu konkursów indywidualnych.
| Klasyfikacja generalna PK po FIS Ladies Grand Prix | Klasyfikacja generalna PK po FIS Ladies Grand Prix | Klasyfikacja generalna PK po FIS Ladies Grand Prix | Klasyfikacja generalna PK po FIS Ladies Grand Prix | Klasyfikacja generalna PK po FIS Ladies Grand Prix |
| Miejsce                                            | Zawodniczka                                        | Reprezentacja                                      | Punkty                                             | Strata do liderki                                  |
| -------------------------------------------------- | -------------------------------------------------- | -------------------------------------------------- | -------------------------------------------------- | -------------------------------------------------- |
| 1.                                                 | Anette Sagen                                       | Norwegia                                           | 1250                                               | –                                                  |
| 2.                                                 | Lindsey Van                                        | Stany Zjednoczone                                  | 814                                                | 436                                                |
| 3.                                                 | Jessica Jerome                                     | Stany Zjednoczone                                  | 713                                                | 537                                                |
| 4.                                                 | Line Jahr                                          | Norwegia                                           | 627                                                | 623                                                |
| 5.                                                 | Juliane Seyfarth                                   | Niemcy                                             | 533                                                | 717                                                |
| 6.                                                 | Lisa Demetz                                        | Włochy                                             | 448                                                | 802                                                |
| 7.                                                 | Atsuko Tanaka                                      | Kanada                                             | 447                                                | 803                                                |
| 8.                                                 | Abby Hughes                                        | Stany Zjednoczone                                  | 395                                                | 885                                                |
| 9.                                                 | Daniela Iraschko                                   | Austria                                            | 383                                                | 867                                                |
| 10.                                                | Ulrike Gräßler                                     | Niemcy                                             | 358                                                | 892                                                |
| 11.                                                | Maja Vtič                                          | Słowenia                                           | 334                                                | 916                                                |
| 12.                                                | Alissa Johnson                                     | Stany Zjednoczone                                  | 292                                                | 958                                                |
| 13.                                                | Yoshiko Kasai                                      | Japonia                                            | 288                                                | 982                                                |
| 14.                                                | Brenna Ellis                                       | Stany Zjednoczone                                  | 282                                                | 968                                                |
| 15.                                                | Katie Willis                                       | Kanada                                             | 227                                                | 1023                                               |
| 16.                                                | Melanie Faißt                                      | Niemcy                                             | 215                                                | 1035                                               |
| 17.                                                | Vladěna Pustková                                   | Czechy                                             | 182                                                | 1068                                               |
| 18.                                                | Jacqueline Seifriedsberger                         | Austria                                            | 181                                                | 1069                                               |
| 19.                                                | Elena Runggaldier                                  | Włochy                                             | 171                                                | 1079                                               |
| 19.                                                | Jenna Mohr                                         | Niemcy                                             | 171                                                | 1079                                               |
| 21.                                                | Ayumi Watase                                       | Japonia                                            | 158                                                | 1092                                               |
| 22.                                                | Izumi Yamada                                       | Japonia                                            | 157                                                | 1093                                               |
| 23.                                                | Lisa Rexhäuser                                     | Niemcy                                             | 133                                                | 1117                                               |
| 24.                                                | Eva Logar                                          | Słowenia                                           | 126                                                | 1124                                               |
| 25.                                                | Rieko Kanai                                        | Japonia                                            | 117                                                | 1133                                               |
| 26.                                                | Barbara Stuffer                                    | Włochy                                             | 111                                                | 1139                                               |
| 26.                                                | Katja Požun                                        | Słowenia                                           | 111                                                | 1139                                               |
| 28.                                                | Roberta D'Agostina                                 | Włochy                                             | 100                                                | 1150                                               |
| 29.                                                | Mari Backe                                         | Norwegia                                           | 92                                                 | 1158                                               |
| 30.                                                | Nata De Leeuw                                      | Kanada                                             | 87                                                 | 1163                                               |
| 31.                                                | Monika Pogladič                                    | Słowenia                                           | 71                                                 | 1179                                               |
| 32.                                                | Anja Tepeš                                         | Słowenia                                           | 70                                                 | 1180                                               |
| 33.                                                | Kristin Schmidt                                    | Niemcy                                             | 62                                                 | 1188                                               |
| 33.                                                | Anna Häfele                                        | Niemcy                                             | 62                                                 | 1188                                               |
| 35.                                                | Erina Kabe                                         | Japonia                                            | 56                                                 | 1194                                               |
| 36.                                                | Stefanie Krieg                                     | Austria                                            | 36                                                 | 1214                                               |
| 37.                                                | Magdalena Schnurr                                  | Niemcy                                             | 26                                                 | 1224                                               |
| 38.                                                | Avery Ardovino                                     | Stany Zjednoczone                                  | 24                                                 | 1226                                               |
| 39.                                                | Stine Småkasin                                     | Norwegia                                           | 23                                                 | 1227                                               |
| 39.                                                | Karla Keck                                         | Stany Zjednoczone                                  | 23                                                 | 1227                                               |
| 41.                                                | Katrin Stefaner                                    | Austria                                            | 16                                                 | 1234                                               |
| 42.                                                | Verena Pock                                        | Austria                                            | 14                                                 | 1236                                               |
| 43.                                                | Andrea Temme                                       | Niemcy                                             | 12                                                 | 1258                                               |
| 44.                                                | Valentine Prucker                                  | Włochy                                             | 9                                                  | 1241                                               |
| 44.                                                | Monika Planinc                                     | Słowenia                                           | 9                                                  | 1241                                               |
| 46.                                                | Nicole Hauer                                       | Niemcy                                             | 7                                                  | 1243                                               |
| 46.                                                | Silje Sprakehaug                                   | Norwegia                                           | 7                                                  | 1243                                               |
| 48.                                                | Franziska Moser                                    | Niemcy                                             | 6                                                  | 1244                                               |
| 48.                                                | Elisabeth Anderson                                 | Stany Zjednoczone                                  | 6                                                  | 1244                                               |
| 48.                                                | Bigna Windmüller                                   | Szwajcaria                                         | 6                                                  | 1244                                               |
| 51.                                                | Brittany Rhoads                                    | Stany Zjednoczone                                  | 4                                                  | 1246                                               |
| 52.                                                | Hanna Vorhofer                                     | Austria                                            | 2                                                  | 1248                                               |